# Santa María la Ahogada
Santa María la Ahogada är en ort i Mexiko.   Den ligger i kommunen Contepec och delstaten Michoacán de Ocampo, i den sydöstra delen av landet, 130 km nordväst om huvudstaden Mexico City. Santa María la Ahogada ligger 2 474 meter över havet och antalet invånare är 266.
Terrängen runt Santa María la Ahogada är kuperad åt sydost, men åt nordväst är den platt. Runt Santa María la Ahogada är det ganska tätbefolkat, med 80 invånare per kvadratkilometer. Närmaste större samhälle är Temascalcingo de José María Velazco, 19,7 km sydost om Santa María la Ahogada. Omgivningarna runt Santa María la Ahogada är en mosaik av jordbruksmark och naturlig växtlighet.